# Nicette Bruno

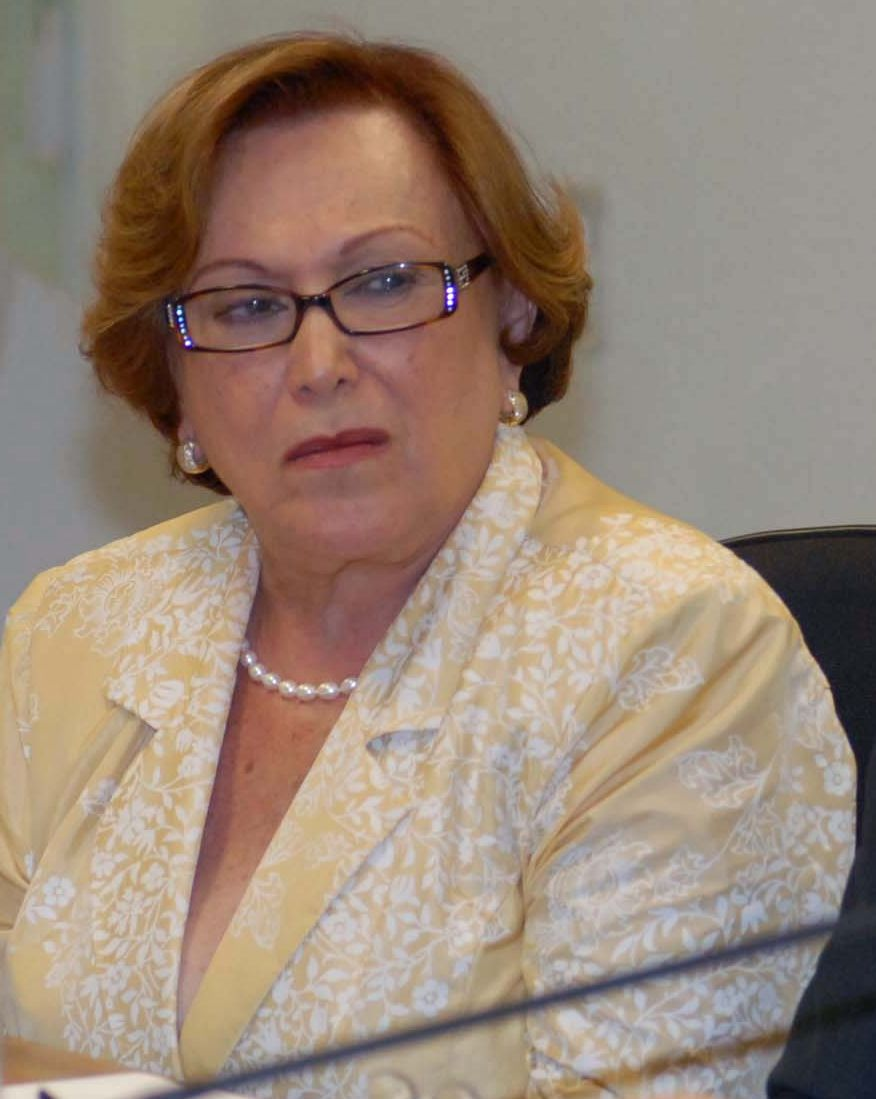
Nicette Bruno

Nicette Bruno, eigentlich Nicette Xavier Miessa (anhörenⓘ; * 7. Januar 1933 in Niteroi, Brasilien; † 20. Dezember 2020 in Rio de Janeiro, Brasilien), war eine brasilianische Schauspielerin.

## Leben und Wirken
Nicette Brunos Mutter war die Schauspielerin Eleonor Bruno. Mit vier Jahren begann Nicette zu singen und zu rezitieren, mit fünf Jahren Klavier zu spielen, mit sechs Jahren zu tanzen und Ballett zu machen; auf der Bühne stand sie erstmals mit zwölf Jahren in Shakespeares Romeo und Julia.
Mit vierzehn Jahren folgte im Jahr 1947 ihr Debüt beim Film, dem dann nur weitere acht Auftritte in Filmen folgten.
1950 gründete sie ein Theater in São Paulo. 1954 heiratete sie den Schauspieler Paulo Afonso Miessa, Künstlername Paulo Goulart. 1959 begann ihre Karriere beim Fernsehen.
Für ihr Spiel am Theater erhielt sie 1947 ihren ersten Preis, dem einige weitere folgten.
Sie spielte in Stücken bedeutender nationaler und internationaler Dramatiker, so von Aldous Huxley und Shakespeare. Noch in ihrem Todesjahr 2020 stand sie auf der Theaterbühne.
Sie konnte auf eine Karriere von über 70 Jahren beim Film, 75 Jahren beim Theater und 60 Jahren im Fernsehen zurückblicken.
Sie war Mutter von drei Kindern.

## Tod
Nicette Bruno starb am 20. Dezember 2020 im Alter von 87 Jahren an den Folgen einer COVID-19-Erkrankung. Ihr Leichnam wurde eingeäschert.

## Filmographie (Auswahl)
- Querida Susanna, 1947, Spielfilm
- Grande Teatro Tupi, 1952–1959, Serie
- Os Fantoches, 1967–1968, Serie
- A Gordinha, 1970, Serie
- Signo de Esperanca, 1972, Serie
- Papai Coracao, 1976–1977, Serie
- Tenda dos milagres, 1986, Serie
- A proxima Vitima, 1995 Serie
- Laibirinto, 1998, Serie
- Aquarela do Brasil, 2000, Serie
- Orfaos de Terra, 2019, Serie